# Cachrys caspica
Cachrys caspica är en flockblommig växtart som först beskrevs av Dc., och fick sitt nu gällande namn av Ju. L. Menitsky. Cachrys caspica ingår i släktet Cachrys och familjen flockblommiga växter. Inga underarter finns listade i Catalogue of Life.